# China se alza imponente en el universo
China se alza imponente en el universo (en chino tradicional, 中國雄立宇宙間; en chino simplificado, 中国雄立宇宙间; pinyin, Zhōngguó xióng lì yǔzhòujiān) fue el himno nacional de la República de China (1915/1916-1921) y del Imperio de China (1915-1916), establecido por Yuan Shikai al proclamarse emperador de China con el nombre de Hongxian (en chino tradicional, 洪憲; en chino simplificado, 洪宪; pinyin, Hóngxiàn). Yuan había sido nombrado presidente de la república en 1912 pero en 1915 logró la restauración de la monarquía bajo su mando que duró hasta 1916.

## Historia
Fue decretada por la Oficina de Regulación de Rituales (禮制館) en junio de 1915 como himno nacional de la República de China y fue adoptada el día 23 de mayo de 1915. 
La letra la escribió Yin Chang (廕昌) y la música Wang Lu (王露).
Después de que Yuan Shikai fuera declarado emperador de China en diciembre de 1915, la letra del himno se modificó y se transformó en el himno nacional del Imperio de China. La letra sufrió otra modificación en 1916 después de su muerte y consiguió una nueva de Zhang Zuolin. Después del 31 de marzo de 1921 el himno fue remplazado por la Canción a la nube auspiciosa que vino a ser el himno nacional otra vez.

## Letra

### Letra original de la República de China (mayo-diciembre de 1915)
| Chino Tradicional                                                                     | Pinyin | Traducción al español |
| ------------------------------------------------------------------------------------- | --- | --- |
| 中國雄立宇宙間， 廓八埏， 華冑來從崑崙巔， 江湖浩蕩山綿連， 五族共和開堯天， 億萬年。 | Zhōngguó xióng lì yǔzhoù jiān, Kuò bā yán, Huá zhòu lái cóng Kūnlún diān, Jiāng hú hào dàng shān mián lián, Wǔzú gònghé kāi yáo tiān, Yì wàn nián. | China se mantiene heroicamente en este Universo Se extiende hasta los Ocho Extremos El famoso descendiente del Monte Kunlun Los ríos a su vez junto a las montañas continúan. Cinco razas bajo una unión abren el cielo de Yao Por millones de miríadas de años. |

### Letra durante el Imperio de China (diciembre de 1915-junio de 1916)
| Chino Tradicional                                                                     | Pinyin | Traducción al español |
| ------------------------------------------------------------------------------------- | --- | --- |
| 中國雄立宇宙間， 廓八埏， 華冑來從崑崙巔， 江湖浩蕩山綿連， 勳華揖讓開堯天， 億萬年。 | Zhōngguó xióng lì yǔzhoù jiān, Kuò bā yán, Huá zhòu lái cóng Kūnlún diān, Jiāng hú hào dàng shān mián lián, Xūn huá yīràng kāi yáo tiān, Yì wàn nián. | China se mantiene heroicamente en este Universo Se extiende hasta los Ocho Extremos El famoso descendiente del Monte Kunlun Los ríos a su vez junto a las montañas continúan. La Virtud del Emperador abre el cielo de Yao Por millones de miríadas de años. |

### Letra durante la República de China (junio de 1916-marzo de 1921)
| Chino Tradicional                                                                     | Pinyin | Traducción al español |
| ------------------------------------------------------------------------------------- | --- | --- |
| 中國雄立宇宙間， 萬萬年！ 保衛人民中不偏， 諸業發達江山固， 四海之內太平年， 萬萬年！ | Zhōngguó xióng lì yǔzhòu jiān, Wàn wàn nián! Bǎowèi rénmín zhōng bùpiān, Zhūyè fādá jiāngshān gù, Sìhǎi zhī nèi tàipíng nián, Wàn wàn nián! | China se mantiene heroicamente en este Universo ¡Por diez mil años! Defendiendo a la gente sin sesgo. La industria es prospera y la nación es sólida. El tiempo de Paz y Tranquilidad cubre los cuatro océanos. ¡Por diez mil años! |